# Sultanpınarı, Niğde
Sultanpınarı là một xã thuộc huyện Çiftlik, tỉnh Niğde, Thổ Nhĩ Kỳ. Dân số thời điểm năm 2011 là 650 người.